# Гарантийные человечки
«Гаранти́йные челове́чки» — сказочная повесть Эдуарда Успенского о маленьких человечках, живущих внутри приборов и механизмов и ремонтирующих их в период действия гарантии. Впервые опубликована в журнале «Пионер» в 1974 году (№ 1, с. 64—75 и № 2, с. 44—55) с иллюстрациями Е. Шабельника. В 1975 году вышла отдельным изданием с рисунками Г. Калиновского. Существует также драматическая версия текста для кукольных театров.
В 2010-е годы сюжет повести был положен в основу мультсериала «Фиксики», а Эдуард Успенский выпустил продолжение повести под названием «Гарантийные человечки возвращаются».

## Сюжет
В мире, в котором происходит действие повести, рядом с людьми живут очень маленькие гарантийные человечки — мастера, которые следят за работой всевозможных приборов на протяжении того срока, когда действует гарантия. Гарантийных человечков направляют с заводов вместе с приборами, а по истечении гарантийного срока они возвращаются на свой завод, чтобы поступить на работу на новый прибор. «Гарантийные», как они сами себя называют, живут непосредственно внутри приборов (часов, моторов машин, холодильников и пр.) и ведут незаметную для людей жизнь, ремонтируя мелкие поломки. Из людей только единицы знают об их существовании.
В обычную московскую квартиру Смирновых привозят холодильник, с которым приезжает и «гарантийный» по фамилии Холодилин. Он тут же знакомится с Иваном Ивановичем Буре, «гарантийным» из часов с кукушкой. Гарантия часов закончилась, но завода, на котором их изготовили, давно нет, и Буре, как истинный мастер, остаётся смотреть за ними уже почти шестьдесят лет. Ещё в квартире живут гарантийные Пылесосин из пылесоса «Уралец» и Новости Дня из радиоприёмника.
На следующий день обитатели квартиры — папа, мама и маленькая девочка Таня — едут на дачу в Дорохово, куда везут и взятый напрокат холодильник и приёмник. За компанию с Холодилиным и Новостями Дня отправляются Пылесосин и Буре с кукушкой Машкой. Однако на даче они сразу встречаются с трудностями. Во-первых, местные мыши объявляют им войну, потому что считают себя хозяевами дачного дома. А вскоре они берут в плен Буре и сажают его в клетку. А во-вторых, ночью не до конца заснувшая девочка Таня замечает гарантийных с фонариками. И хотя мама убеждает её, что ей это приснилось, Таня решает во что бы то ни стало поймать человечков и поиграть с ними.
Взяв в плен мышей-разведчиков, гарантийные кормят их сосиской, так что те не хотят уходить из плена — в армии мышиного короля солдат держат впроголодь. Когда остальные мыши узнают об этом, они начинают ходить с лозунгами «Не хотим сражаться, а хотим сдаваться, потому что сосиски вкуснее снарядов!» и «Долой порох, да здравствует творог!» И хотя король призывает к войне, тех, кто предпочитает мир и колбасу, оказывается больше. Гарантийным удаётся освободить Буре и ночью, после дня рождения Тани, уйти из дома. Добравшись до шоссе, они оставляют специальный знак, и в одной из проезжающих мимо машин гарантийный Рессорыч делает так, чтобы машина остановилась. Буре с Машкой и примкнувшим к ним мышонком Васей возвращаются в квартиру Смирновых, а остальные гарантийные направляются на свои заводы за новыми заданиями.

## История
По воспоминаниям Юрия Коваля, дружившего с Успенским, в середине 1970-х годов повесть Успенского была вычеркнута из издательского плана (как и повесть самого Коваля «Пять похищенных монахов»). Успенский предложил Ковалю написать письмо в ЦК КПСС, что и было сделано; затем на коллегии Комитета по печати обоим авторам удалось отстоять свои права, и их повести были опубликованы:

А детскую литературу курировала Тамара … Алексеевна, по-моему, Куценко. И именно она это сделала. То есть позвонила и приказала: Коваля из плана… — что у него там, «Пять похищенных монахов» стоит? — вычеркнуть. И не только Коваля, но ещё Успенского. У него стояли «Гарантийные человечки».
И. С: А почему Успенского-то?
Ю. К: За «Гарантийных человечков». У него там было написано потому что: «Долой порох, да здравствует творог!»
И. С: Неужели из-за этого?
Ю. К: Да. «Долой порох, да здравствует творог!» — написал Эдик.
И. С: А страна в это время усиленно вооружалась…
Ю. К: Ну, не знаю, что тут делалось. Видимо, да.

## Отзывы
Эдуард Успенский в воспоминаниях 2007 года о Юрии Ковале так рассказывал о детском восприятии его повести и повести Коваля:

Помню, у меня и у Юры одновременно вышли в свет книги. У меня «Гарантийные человечки». У Юры «Недопёсок». Обе книги я привез в село Троицкое под Переславлем-Залесским, где в то время жила моя семья.
Я дал обе книжки своей семилетней дочери Татьяне читать. Через некоторое время спрашиваю:
— Какая книга больше понравилась?
— А как? По-смешному или по-интересному?
— По-смешному.
— «Недопёсок».
— А по-интересному?
— Тоже «Недопёсок».
Меня утешило только то, что, когда я через несколько лет спрашивал у неё содержание обеих книг, она лучше запомнила «Гарантийных».

## Продолжение
Спустя более тридцати лет после выхода повести Эдуард Успенский написал и опубликовал её продолжение под названием «Гарантийные человечки возвращаются». Действие этой повести происходит через год, во время следующего дачного сезона, когда девочка Таня и её мама снова приезжают на дачу и привозят вещи. В повести действуют герои первой части Холодилин, Пылесосин, Буре с кукушкой Машкой, мышонок Вася, а также появляются новые гарантийные — Говорит Москва из нового радоприёмника Москва и девочка Шпулька из швейной машинки. Хотя прошёл всего год после событий первой части, многое в мире гарантийных изменилось — в газетах пишут о том, что теперь в школах гарантийных будут обучаться специалисты широкого профиля, которые должны будут присматривать за всей техникой в квартире. Мыши в подвале дачи снова объявляют гарантийным войну, причём на этот раз они гораздо лучше подготовлены, потому что заставили работать на себя немца-гарантийного Телефункена (найденного ими в трофейном немецком радиоприёмнике на чердаке). Нападение на гарантийных возглавляет тандем правителей в лице Величайшего Кусателя, короля мышей, и его сына Великого Откусывателя. Всех гарантийных берут в плен и хотят продать в рабство на мышином аукционе. Однако Холодилин успевает написать Тане записку, чтобы она вызвала гарантийный спецназ. Спецназ спасает всех гарантийных, а Таня находит ещё одну записку, в которой гарантийные пишут, что согласны дружить с ней, но она должна завести котёнка, который прогонит мышей.

## Экранизации
В 1979 году киностудия «Молдова-фильм» сняла мультфильм по книге — «Про холодильник, серых мышей и гарантийных человечков» (режиссёр Леонид Домнин, оператор Олег Матер, композитор Виталий Верхола).
В 2010 году по мотивам книги и идей Александра Татарского был создан мультипликационный сериал «Фиксики».